# John Garand

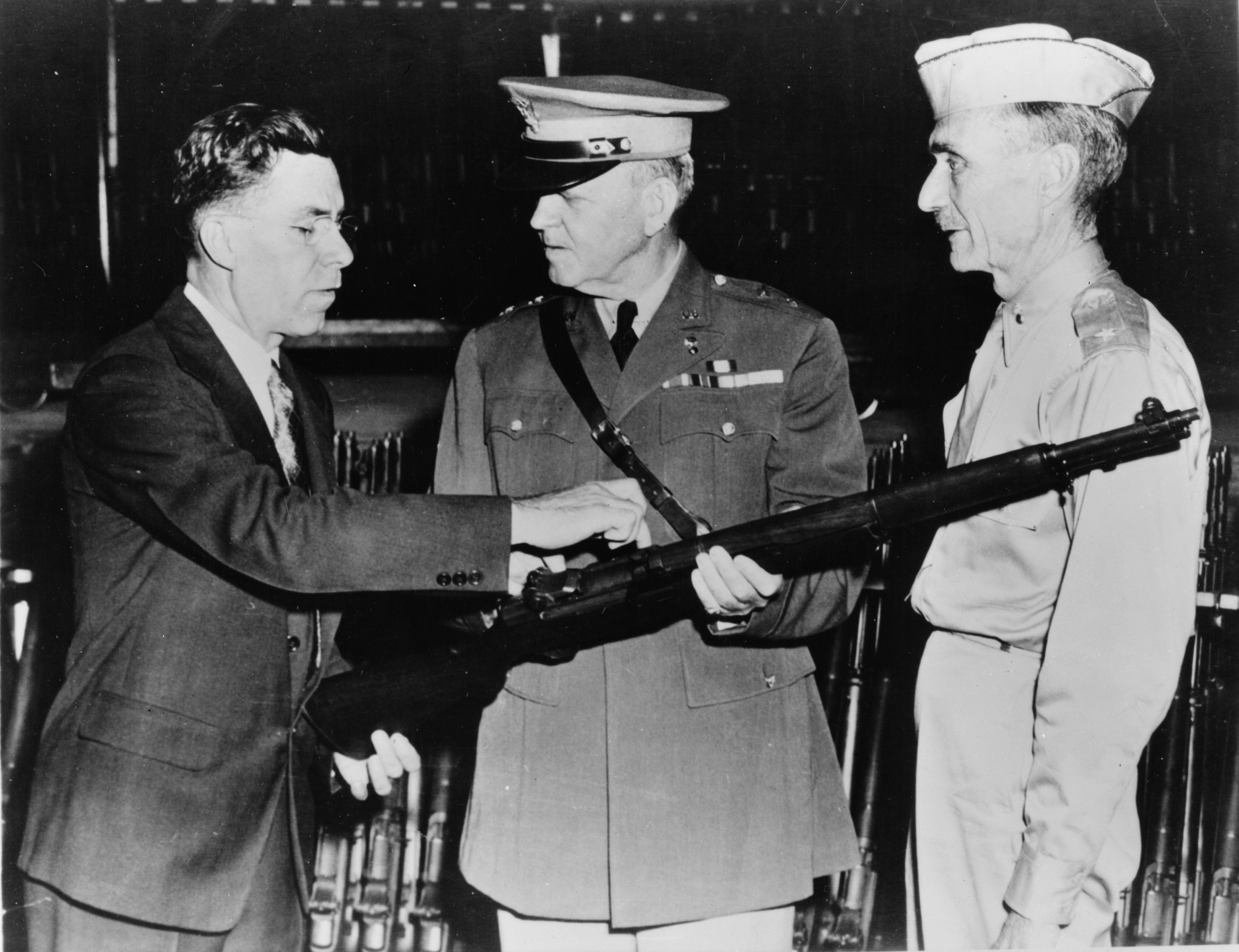
John Garand presenta il suo fucile agli ufficiali dell'esercito.

John Cantius Garand (Saint-Rémi, 1º gennaio 1888 – Springfield, 16 febbraio 1974) è stato un ingegnere e militare canadese, dipendente della Springfield Armory in Massachusetts; fu il progettista dell'arma lunga di ordinanza dell'esercito statunitense (il famoso M1 Garand) che accompagnò i fanti americani durante tutto il corso della seconda guerra mondiale e della guerra di Corea.

## Riconoscimenti
Per il suo lavoro non ricevette alcuna ricompensa economica (continuò a ricevere il suo normale stipendio da impiegato civile), ma gli furono assegnate due onorificenze dal governo degli Stati Uniti d'America: una Medal for Meritorious Service nel 1941 e una U.S. Government Medal for Merit nel 1944.